# دهه ۷۹۰ (میلادی)
دهه ۷۹۰ (میلادی) دهه هفتاد و نهم تقویم میلادی است.

## درگذشتگان
‎